# 弦楽五重奏曲第6番 (モーツァルト)
弦楽五重奏曲第6番変ホ長調K.614は、ヴォルフガング・アマデウス・モーツァルトによって作曲された弦楽五重奏曲である。
モーツァルト最晩年の作品のひとつで、死の8か月前の1791年4月12日に作曲された。この曲のあとに残された器楽曲は、『クラリネット協奏曲イ長調K.622』のみである。

## 作曲の経緯
前年の1790年12月に作曲された弦楽五重奏曲第5番ニ長調K.593同様、ハンガリー人のヴァイオリン奏者ヨハン・トストからの依頼によるものと考えられている。詳しくは弦楽五重奏曲第5番 (モーツァルト) の項を参照のこと。

## 曲の構成
当時すでに健康を害し、経済的にも貧窮していたモーツァルトだが、この曲にはそのような影はなく、晩年特有の透明な美しさを持っている。簡明な曲風はハイドン的でもあり、また随所にハイドンのロシア四重奏曲によく似たリズムや音型をみることができる。そのようなことから、この曲は死を目前にしたモーツァルトの、ハイドンへのオマージュではないかとも言われる。
- 第1楽章 Allegro di molto

ヴィオラ2本とヴァイオリン2本の掛け合いによる第1主題から始まる。これはハイドンの弦楽四重奏曲『鳥』の第2主題に似ていると言われる。
- 第2楽章 Andante

有名なアイネ・クライネ・ナハトムジークの第2楽章に似た主題である。また、ハイドンの弦楽四重奏曲『鳥』の第2楽章の主題に似ているとも言える。
- 第3楽章 Menuetto: Allegretto

極めて簡潔で、明るく伸び伸びとしたメヌエットである。
- 第4楽章 Allegro

終楽章の主題にはハイドンが好んで使った音型が顕著である。ハイドン的なきびきびとした音楽性が魅力だが、展開部は5声部が織り合わされた対位法が駆使されている。
演奏時間は約25分。

## 編成
第1ヴァイオリン、第2ヴァイオリン、第1ヴィオラ、第2ヴィオラ、チェロ